# Erkki Pakkanen
Erkki Olavi Pakkanen (Elimäki, 19 aprile 1930 – Kouvola, 23 aprile 1973) è stato un pugile finlandese.

## Palmarès

### Olimpiadi
- Bronzo a Helsinki 1952 nei pesi leggeri.